# 托马斯·弗雷德里克·奇斯曼
托马斯·弗雷德里克·奇斯曼（Thomas Frederick Cheeseman，1846年—1923年10月15日）为新西兰植物学家。